# Tolna (bướm đêm)
Tolna là một chi bướm đêm thuộc họ Noctuidae.

## Các loài
- Tolna alboapicata Berio, 1956
- Tolna atrigona A.E. Prout, 1927
- Tolna burdoni Carcasson, 1965
- Tolna chionopera (Druce, 1912)
- Tolna complicata (Butler, 1880)
- Tolna cryptoleuca Hampson, 1918
- Tolna demaculata Strand, 1913
- Tolna hypogrammica Hampson, 1918
- Tolna limula (Möschler, 1883)
- Tolna macrosema Hampson, 1913
- Tolna niveipicta Strand, 1915
- Tolna sinifera Hampson, 1913
- Tolna strandi (Bryk, 1915)
- Tolna sypnoides (Butler, 1878)
- Tolna tetrhemicycla Strand, 1913
- Tolna variegata (Hampson, 1905)
- Tolna versicolor Walker, 1869